# Quốc lộ 46B
Quốc lộ 46B là tuyến giao thông đường bộ cấp quốc gia thuộc địa phận huyện Đô Lương, tỉnh Nghệ An, Việt Nam.
Quốc lộ 46 có điểm đầu tuyến là nơi giao cắt với Quốc lộ 46A gần cầu Rộ (vượt sông Lam). Điểm cuối tuyến là nơi giao cắt với Quốc lộ 15 tại thị trấn Đô Lương. Toàn tuyến dài 25 km.
Tuyến này được gọi là 46B kể từ khi một tuyến mới vượt qua sông Lam bằng cầu Rộ nối vào đường Hồ Chí Minh được xây dựng vào đầu những năm 2000.